# Daussoulx
Daussoulx is een plaats in Wallonië, ten noorden van de Waalse hoofdstad Namen (België). Het maakt sinds de gemeentelijke herindeling van 1977 deel uit van de gemeente Namen. Daussoulx ligt aan de oude spoorlijn Namen-Tienen, die tegenwoordig deel uitmaakt van het het fietspadennetwerk RAVeL-2. Daussoulx is een agrarische gemeente met verspreide boerderijen. Het oude dorpscentrum staat op de lijst van beschermde monumenten.
Op het grondgebied van Daussoulx ligt het grote kruispunt van de autowegen E42 (Autoroute de Wallonie) en E411 (Autoroute des Ardennes). De centrale van het wegbeheer (régie des autoroutes) is vlak bij dit kruispunt gesitueerd. Hier bevindt zich ook de PEREX, het Waalse verkeerscentrum.
In Daussoulx bevindt zich ook een pompstation van de CIBE (Compagnie Intercommunale Bruxelloise des Eaux).

## Demografische ontwikkeling
- Bronnen:NIS, Opm:1831 tot en met 1970=volkstellingen, 1976= inwonersaantal op 31 december

## Volksfeest
- Kermis in het eerste weekend van juli.